# سارا جين ريس
سارا جين ريس (بالإنجليزية: Sarah Jane Rees)‏ (9 يناير 1839 في المملكة المتحدة - 27 يونيو 1916 في المملكة المتحدة)؛ كاتِبة وشاعرة ويلزية.